# بهترین نقشه‌های حساب‌شده
بهترین نقشه‌های حساب‌شده (به انگلیسی: The Best Laid Plans) نام رمانی است که توسط سیدنی شلدون نوشته شده است.این داستان زندگی زنی را روایت میکند که بعد از رهاشدن توسط نامزد خود تمام تلاشش را برای نابودی او به کار میگیرد.

## ترجمه ها به فارسی
۱. انتشارات سمیر (ترجمه محمد شرفی)
۲. انتشارات آرشیا (ترجمه شهناز مجیدی)
۳. انتشارات فکرآذین (ترجمه علی محسنی) با نام: طراحی یک توطئه